# Beaufort (Hérault)
Beaufort – miejscowość i gmina we Francji, w regionie Oksytania, w departamencie Hérault.
Według danych na rok 1990 gminę zamieszkiwało 161 osób, a gęstość zaludnienia wynosiła 26 osób/km² (wśród 1545 gmin Langwedocji-Roussillon Beaufort plasuje się na 745. miejscu pod względem liczby ludności, natomiast pod względem powierzchni na miejscu 953.).